# ویلبر مک
ویلبر مک (انگلیسی: Wilbur Mack؛ ‏ ۲۹ ژوئیهٔ ۱۸۷۳ – ۱۳ مارس ۱۹۶۴) بازیگر و هنرمند وودویل اهل ایالات متحده آمریکا بود.
از فیلم‌هایی که وی در آن نقش داشته‌است، می‌توان به مهمان ناخوانده هالیوود، کاندیدای منچوری، روح یخ‌زده، راز وکیل و به شکار ارواح می‌رویم اشاره کرد.